# Parco nazionale Gorchi-Tėrėlž
Il parco nazionale Gorchi-Tėrėlž (in mongolo Горхи-Тэрэлж, letteralmente «torrente dei rododendri») è un parco nazionale della Mongolia, 80 chilometri a nord-est di Ulan Bator.

## Storia
L'area protetta ricevette lo status ufficiale di parco nazionale nel 1993: in precedenza, Gorchi-Tėrėlž faceva parte dell'area rigorosamente protetta di Chаn Chėntij, con la quale ora confina a nord.

## Geografia
Il parco copre un'area di 2931,68 km² ed è situato nella parte nord-orientale della Mongolia. La parte meridionale del parco, dove si trovano gli alloggi turistici, appartiene amministrativamente al dùùrėg (i distretti municipali in cui è suddivisa Ulan Bator) di Nalajch, la parte restante (a nord del fiume Tėrėlž, che ha dato il nome al parco) appartiene alla provincia del Tôv (letteralmente «provincia centrale»). Da Ulan Bator, l'autostrada A0501 conduce al parco fino a Nalajch; a 39 km dal centro della città, da questa autostrada si dirama a nord l'autostrada A24, che porta al villaggio di Tėrėlž nella zona settentrionale della parte turistica del parco.

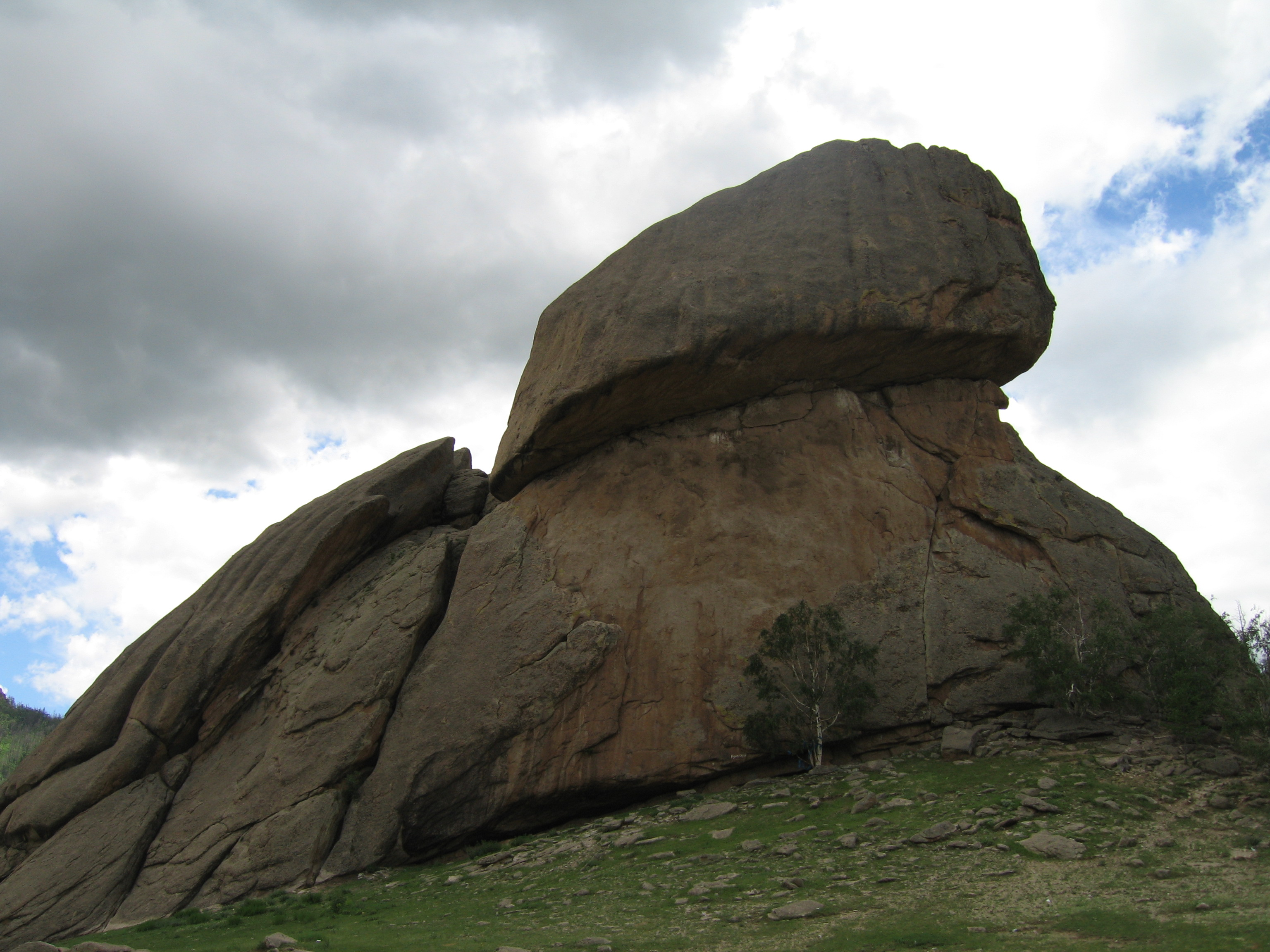
La Roccia della Tartaruga.

La maggior parte del parco è occupata dal crinale dei monti Chėntėj, comprese le creste dei Baga-Chėntėj (che culminano con i 2551 metri del Gėlėn-Uul) e degli Ėrėėnij-Sar'dag (monte Altan-Ulgij-Uul, 2646 metri). Dai Chėntėj, diretti da nord a sud, nascono molti fiumi e torrenti di montagna relativamente piccoli: i più grandi tra essi sono il Tuul, che a valle del parco nazionale scorre attraverso Ulan Bator, e il suo affluente di destra Tėrėlž.
Il paesaggio del parco si caratterizza per i versanti delle montagne rivolti a sud ricoperti dalla steppa e per quelli rivolti a nord ricoperti da una taiga di larici. La foresta si spinge fino a 2200 metri di altitudine; più in alto si trovano i cosiddetti gol'cy, vette montane spoglie circondate da pietrisco. Le montagne sono piuttosto dolci e non sono difficili da scalare (anche a cavallo). L'altezza relativa delle montagne è scarsa, poiché il punto più basso del parco nazionale (il ponte stradale sul fiume Tuul all'uscita meridionale del parco) è di 1380 metri, e il villaggio di Tėrėlž si trova a 1530 metri sul livello del mare. La composizione floristica del parco è quella tipica della foresta di conifere della Transbajkalia, in quanto qui si trova il margine meridionale di questa ecoregione, che penetra in territorio mongolo lungo i monti Chėntėj.
Il parco nazionale Gorchi-Tėrėlž è noto per la sua grande varietà di flora e fauna, comprese specie rare per la Mongolia. Solo qui sono state censite circa 250 specie di uccelli.
Una delle attrazioni del parco è il gran numero di affioramenti rocciosi, modellati dagli agenti atmosferici in forme bizzarre. Una delle rocce più famose è chiamata «Roccia della Tartaruga» (in mongolo Mėlchij chad). Un'altra attrazione è il Chagin-Char, un lago glaciale profondo fino a 20 metri.
Il parco ospita il tempio buddista Ar'jabalyn-chijd, costruito nel 2004, nonché un parco di sculture di dinosauri (47°54′09″N 107°26′20″E), creato sotto la supervisione di paleontologi. Nel territorio del parco, nel 1696, ebbe luogo una battaglia tra Galdan Boshogtu, khan della Zungaria, e le truppe qing.

## Popolazione
La popolazione permanente è concentrata nel villaggio di Tėrėlž (formalmente un microdistretto di Ulan Bator), dove vivono (al 1º gennaio 2010) 1301 residenti (530 famiglie).

## Turismo
In questa zona si trovano circa 60 strutture turistiche e 5 case vacanza (indicate come alberghi nelle fonti estere).
La parte meridionale del parco nazionale è destinata al settore turistico: qui si trovano diversi villaggi turistici di yurte con parchi giochi attrezzati per bambini, negozi di souvenir, bar, ristoranti e altre infrastrutture turistiche come campi da golf. In queste strutture è possibile cavalcare cavalli o cammelli presi a noleggio. Inoltre, nel 2008, presso l'hotel «Tėrėlž» è stato aperto il primo centro SPA del paese, «Tėrėlž-Maa».